# Dino Bruseschi
Dino Bruseschi (Palmanova, 12 marzo 1921 – Udine, 13 novembre 1997) è stato un imprenditore e dirigente sportivo italiano.
Fu il presidente dell'Udinese per 16 anni dal 1952 al 1968 dopo aver ricevuto la società dalle mani del suocero Giuseppe Bertoli con cui peraltro aveva precedentemente collaborato. Con lui la squadra sfiorò lo scudetto nel 1955 terminando seconda alle spalle del Milan. Diversi i giocatori lanciati nella massima serie fra cui Arne Selmosson, Giuseppe Virgili, Dino Zoff, Tarcisio Burgnich, Fabio Cudicini, Bengt Lindskog  e Silvano Moro. Durante il suo mandato di presidente dell'Udinese è stato anche consigliere in Lega Calcio dove veniva scherzosamente chiamato "il tarzan dei presidenti" per il suo fisico possente.
Oltre che essere stato proprietario di un'avviata industria nel legno con sede a Palmanova, è stato anche, negli anni sessanta, Presidente del consiglio d'amministrazione del quotidiano Messaggero Veneto e sindaco di Palmanova, suo comune di nascita, dal 1956 al 1975.
Cavaliere del Lavoro nel 1957, Commendatore nel 1961 e Grand'Ufficiale dal 1971.
Nel 1974 convinto dagli amici, ritenta l'avventura nel calcio portando il Palmanova dalla seconda categoria alla serie D in quattro anni. Ma dopo aver fallito il gran salto in serie C dove voleva andare a giocarsi il derby con l'Udinese (che nel frattempo dopo lunghi anni di purgatorio era risalita in due soli anni dalla  serie C alla serie A) lascia definitivamente il calcio nel 1980. È morto all'età di 76 anni a Udine il 13 novembre 1997. A lui è stato intitolato il Polisportivo Comunale di Palmanova e i campi d'allenamento vicino allo Stadio Friuli.